# Lady Clare (film 1912)
Lady Clare è un cortometraggio muto del 1912 diretto da Ashley Miller.

## Trama
Un aristocratico si sposa benché sia a conoscenza delle umili origini della moglie.

## Produzione
Il film fu prodotto dalla Edison Manufacturing Company.

## Distribuzione
Distribuito dalla General Film Company, il film - un cortometraggio in una bobina - uscì nelle sale cinematografiche degli Stati Uniti il 17 dicembre 1912. Venne distribuito anche nel Regno Unito il 26 marzo 1913.
Copia della pellicola viene conservata al MOMA di New York (Thomas A. Edison, Incorporated, collection).